# Sciapteryx
Sciapteryx är ett släkte av steklar som beskrevs av Stephens 1835. Sciapteryx ingår i familjen bladsteklar.
Släktet innehåller bara arten Sciapteryx consobrina.